# Nick Mennell
Nick Mennell (ur. 1976) – amerykański aktor filmowy i telewizyjny.

## Biografia
Aktorstwem zajął się w 1998 roku. Wówczas zadebiutował w jednym z odcinków serialu USA Network Sins of the City jako bohater epizodyczny, Steve. Kolejną, tym razem znacznie istotniejszą dla projektu rolę złego policjanta, z którym spiskuje główny antagonista zagrał dopiero cztery lata później w dreszczowcu Morderstwo w sieci (My Little Eye, 2002). 
W 2005 został absolwentem nowojorskiej Juilliard School. Następnie w horrorze Roba Zombie Halloween (2007) – remake'u kultowego filmu pod tym samym tytułem – otrzymał drugoplanową rolę Boba Simmsa, chłopaka jednej z filmowych bohaterek. 
Po gościnnym występie w serialu CBS Wzór (Numb3rs), pojawił się w przebojowym slasherze Piątek, trzynastego (Friday the 13th, 2009) – remake'u filmu z 1980 roku – jako Mike, jedna ze śmiertelnych ofiar żyjącego w lasach psychopatycznego mordercy Jasona Voorheesa. W slasherach Halloween i Piątek, trzynastego został filmową ofiarą dwóch ikon horroru: Michaela Myersa i Jasona Voorheesa. Oba slashery, w których wystąpił, były remake'ami oryginałów. Jeszcze w 2009 zagrał u boku Danielle Harris, Roberta Patricka i Jamesa Duvala w horrorze fantasy The Black Waters of Echo's Pond.
Ma 193 cm wzrostu.

## Filmografia
| Tytuł oryginalny                                | Tytuł polski        | Rok  | Rola            | Uwagi                                          | Miejsce emisji                   |
| ----------------------------------------------- | ------------------- | ---- | --------------- | ---------------------------------------------- | -------------------------------- |
| Sins of the City (odc. Wolf Among the Flock)    | –                   | 1998 | Steve           | Epizod w serialu telewizyjnym; debiut aktorski | USA Network (TV)                 |
| My Little Eye                                   | Morderstwo w sieci  | 2002 | Policjant       | Rola drugoplanowa                              | Film kinowy                      |
| Halloween                                       | –                   | 2007 | Bob Simms       | Rola epizodyczna                               | Film kinowy                      |
| Numb3rs (odc. Scan Mann)                        | Wzór                | 2008 | Evan Ricci      | Epizod w serialu telewizyjnym                  | CBS (TV)                         |
| Friday the 13th                                 | Piątek, trzynastego | 2009 | Mike            | Rola drugoplanowa                              | Film kinowy                      |
| His Name Was Jason: 30 Years of Friday the 13th | –                   | 2009 | On sam          | Występ w filmie dokumentalnym                  | TV                               |
| Southland (odc. Westside)                       | –                   | 2009 | Młody mężczyzna | Epizod w serialu telewizyjnym                  | NBC (TV)                         |
| The Lost Tribe                                  | –                   | 2009 | Tom             | Rola drugoplanowa                              | Film kinowy                      |
| The Black Waters of Echo's Pond                 | –                   | 2009 | Josh            | Rola drugoplanowa                              | Film kinowy                      |
| The Rebirth of Jason Voorhees                   | –                   | 2009 | On sam          | Występ w filmie dokumentalnym                  | Rynek DVD/video                  |
| Rachel                                          | –                   | 2010 | Kowboj          | Rola drugoplanowa                              | Film kinowy (faza postprodukcji) |